# Komunální volby v Maďarsku 2010
Komunální volby v Maďarsku 2010 vypsal prezident republiky László Sólyom na neděli 3. října 2010.

## Počet kandidátů
- Fidesz-KDNP – 8817[1]
- Jobbik – 4226[2]
- MSZP – 3691[3]
- LMP – 1135[4]

## Volební účast
Volební účast. V závorkách je volební účast z předchozích voleb - (Komunální volby v Maďarsku 2006).
| 07:00  | 0,99% (1,12%)   |
| 09:00  | 6,60% (7,70%)   |
| 11:00  | 16,31% (18,53%) |
| 13:00  | 23,68% (26,98%) |
| 15:00  | 31,47% (34,77%) |
| 17:30  | 41,77% (46,53%) |
| Celkem | 46,64% (53,12%) |

## Výsledky voleb

### Hlavní město Budapešť

#### Primátor
Výsledky voleb primátora města:
| Kandidát      | Strana      | Počet hlasů | Počet hlasů v % |
| ------------- | ----------- | ----------- | --------------- |
| István Tarlós | Fidesz-KDNP | 321 908     | 53,37           |
| Csaba Horváth | MSZP        | 177 783     | 29,47           |
| Benedek Jávor | LMP         | 59 638      | 9,89            |
| Gábor Staudt  | Jobbik      | 43 839      | 7,27            |

#### Zastupitelstvo
| Strana      | Mandáty |
| ----------- | ------- |
| Fidesz-KDNP | 17      |
| MSZP        | 10      |
| Jobbik      | 3       |
| LMP         | 3       |

### Města s župním právem

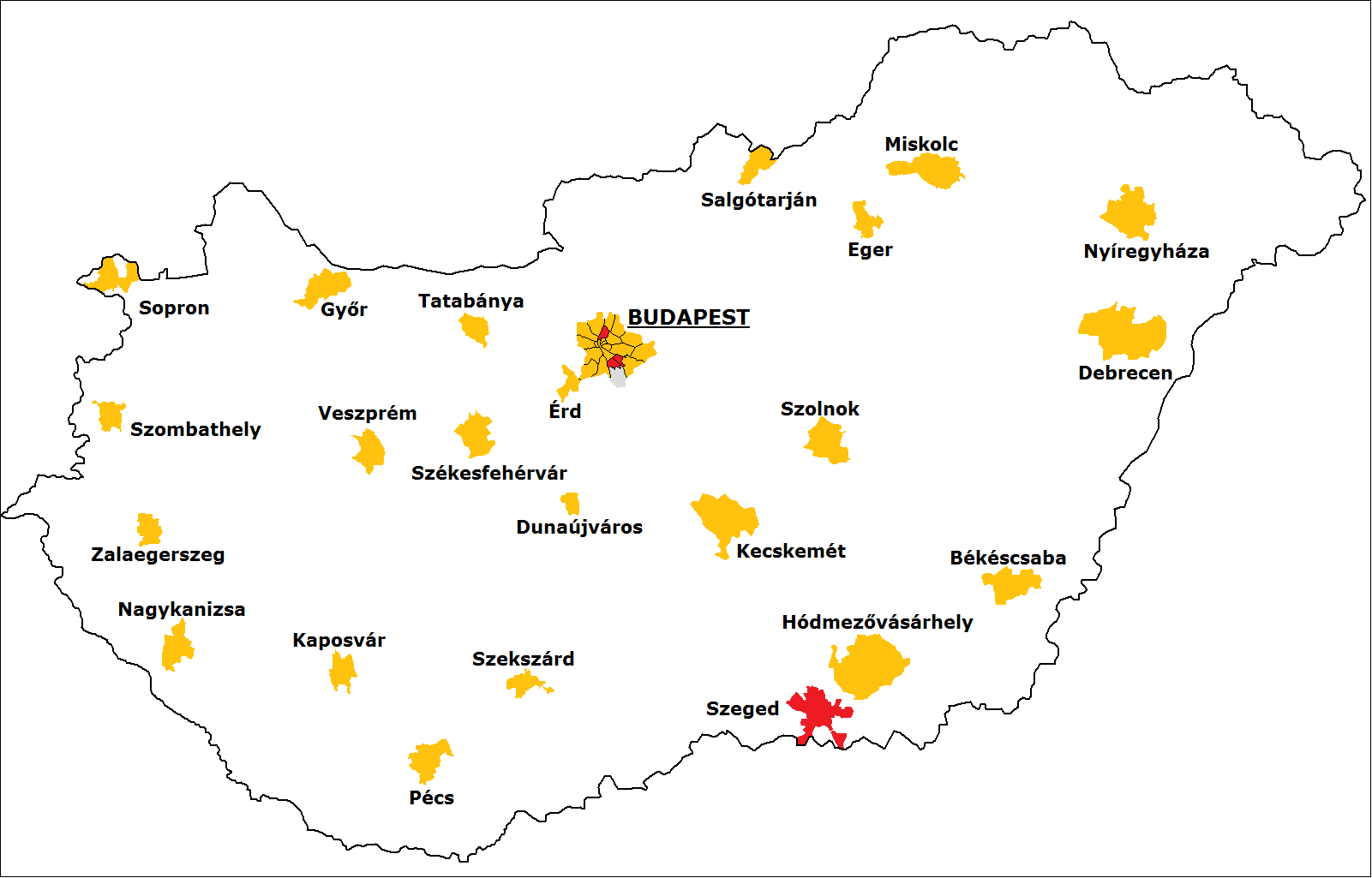
Zvolení starostové měst s župním právem a jednotlivých obvodů hlavního města podle politických stran:
Fidesz (41)
MSZP (4)
Místní nevládní organizace (1)

Starosté v městech s župním právem:
| Město            | Vítěz                   | Strana      | Výsledky |
| ---------------- | ----------------------- | ----------- | -------- |
| Békéscsaba       | Gyula Vantara           | Fidesz-KDNP | 61,69%   |
| Debrecen         | Lajos Kósa              | Fidesz-KDNP | 67,18%   |
| Dunaújváros      | Gábor Cserna            | Fidesz-KDNP | 47,14%   |
| Eger             | László Habis            | Fidesz-KDNP | 54,27%   |
| Érd              | András T. Mészáros      | Fidesz-KDNP | 54,48%   |
| Győr             | Zsolt Borkai            | Fidesz-KDNP | 69,67%   |
| Hódmezővásárhely | János Lázár             | Fidesz-KDNP | 66,68%   |
| Kaposvár         | Károly Szita            | Fidesz-KDNP | 77,12%   |
| Kecskemét        | Gábor Zombor            | Fidesz-KDNP | 79,12%   |
| Miskolc          | Ákos Kriza              | Fidesz-KDNP | 42,58%   |
| Nagykanizsa      | PéterCseresnyés         | Fidesz-KDNP | 41,06%   |
| Nyíregyháza      | Ferenc Kovács           | Fidesz-KDNP | 50,00%   |
| Pécs             | Zsolt Páva              | Fidesz-KDNP | 68,59%   |
| Salgótarján      | Melinda Székyné Sztrémi | Fidesz-KDNP | 51,39%   |
| Sopron           | Tamás Fodor             | Fidesz-KDNP | 52,79%   |
| Szeged           | László Botka            | MSZP        | 52,51%   |
| Székesfehérvár   | András Cser-Palkovics   | Fidesz-KDNP | 56,46%   |
| Szekszárd        | István Horváth          | Fidesz-KDNP | 50,54%   |
| Szolnok          | Ferenc Szalay           | Fidesz-KDNP | 60,47%   |
| Szombathely      | Tivadar Puskás          | Fidesz-KDNP | 51,51%   |
| Tatabánya        | Csaba Schmidt           | Fidesz-KDNP | 56,70%   |
| Veszprém         | Gyula Porga             | Fidesz-KDNP | 63,94%   |
| Zalaegerszeg     | Csaba Gyutai            | Fidesz-KDNP | 57,32%   |